# インドゴムノキ
インドゴムノキ（インドゴムの木、学名：Ficus elastica）は、クワ科イチジク属の常緑高木。別名、アッサムゴムともいい、単に「ゴムノキ」と呼ばれることもある。北西インド（アッサム地方）からインドシナ（スマトラ、ジャワ）の原産。
幹に傷をつけると出てくる乳液をゴムの原料とすることもあるが、今日の天然ゴム原料はパラゴムノキから採られる生ゴムが中心であり、インドゴムノキは主に観葉植物として栽培されている。

## 形質
イチジク属のベンガルボダイジュの仲間の木本で、生長すると樹高は30 - 40メートル (m) になる高木で、稀に60 mにも達する。ずんぐりとした幹は直径2 mほどになる。多くの不定根が生え、気根･支柱根として、幹を地面に固定し太く重い枝を支えるはたらきをする。
葉は厚く、長楕円形から楕円形で光沢があり、通常は長さ20 - 30センチメートル (cm) 、幅5 - 15 cmある。若い木ほど葉は大きく、長さ45 cmに達することもあるが、老木ではずっと小さく普通10 cmほどである。葉は頂部の分裂組織において生長するあいだは「葉鞘」とよばれる赤いサヤ状のものに包まれており、成熟して葉が広がるとともに葉鞘はとれて落ちる。
他のイチジク属の植物と同様に、花が受粉するには共生関係にある特定種のイチジクコバチを必要とする。この共生関係のために、インドゴムノキは他の媒介者を引き寄せる必要がなく、鮮やかな色彩や芳香のある花を作らない。果実は黄緑色で長さ1 cmほどの小さな楕円形で、食用には適さない。種子にはイチジクコバチが入っていることがある。

## 栽培と利用

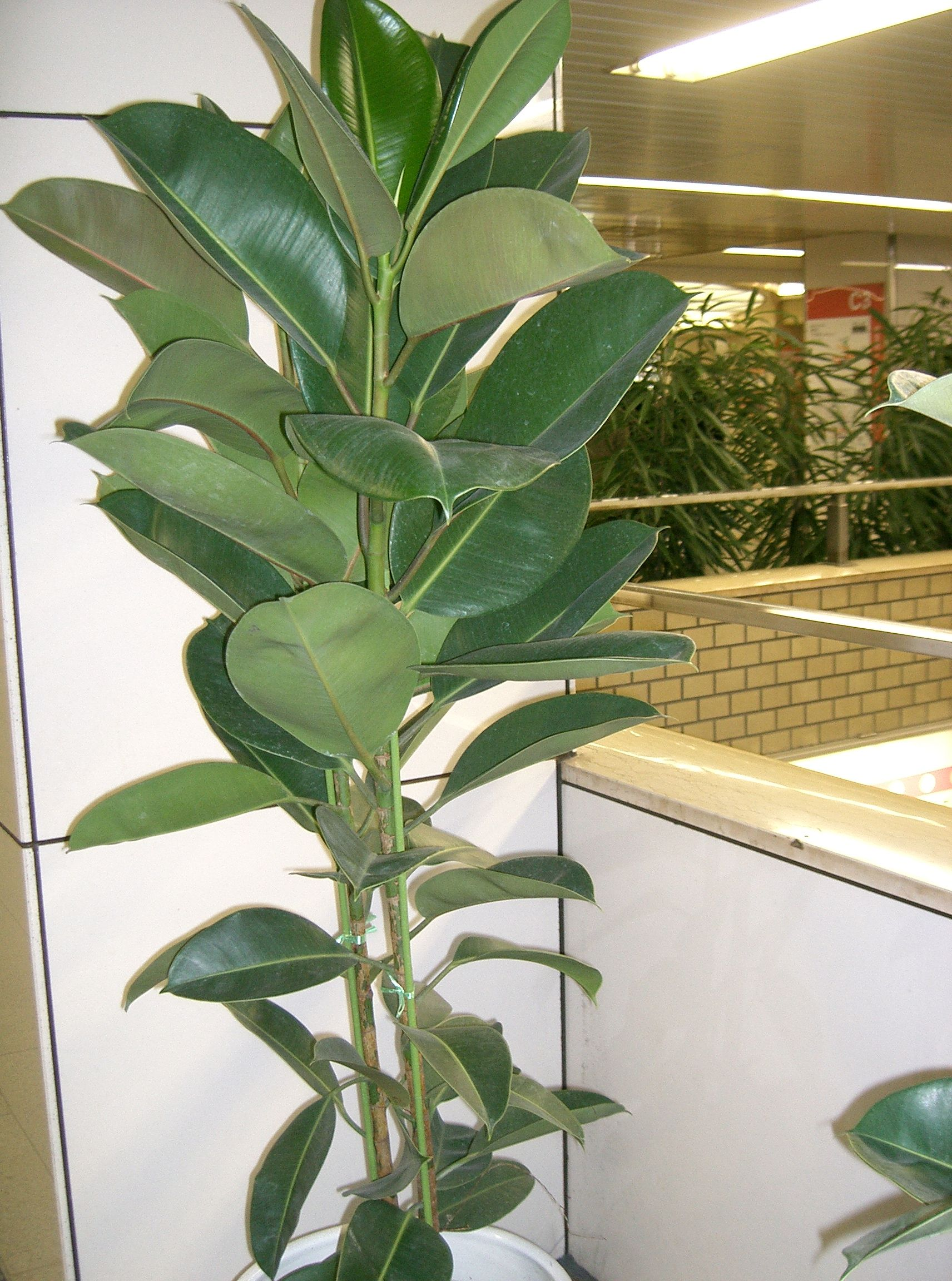
観葉植物としての利用

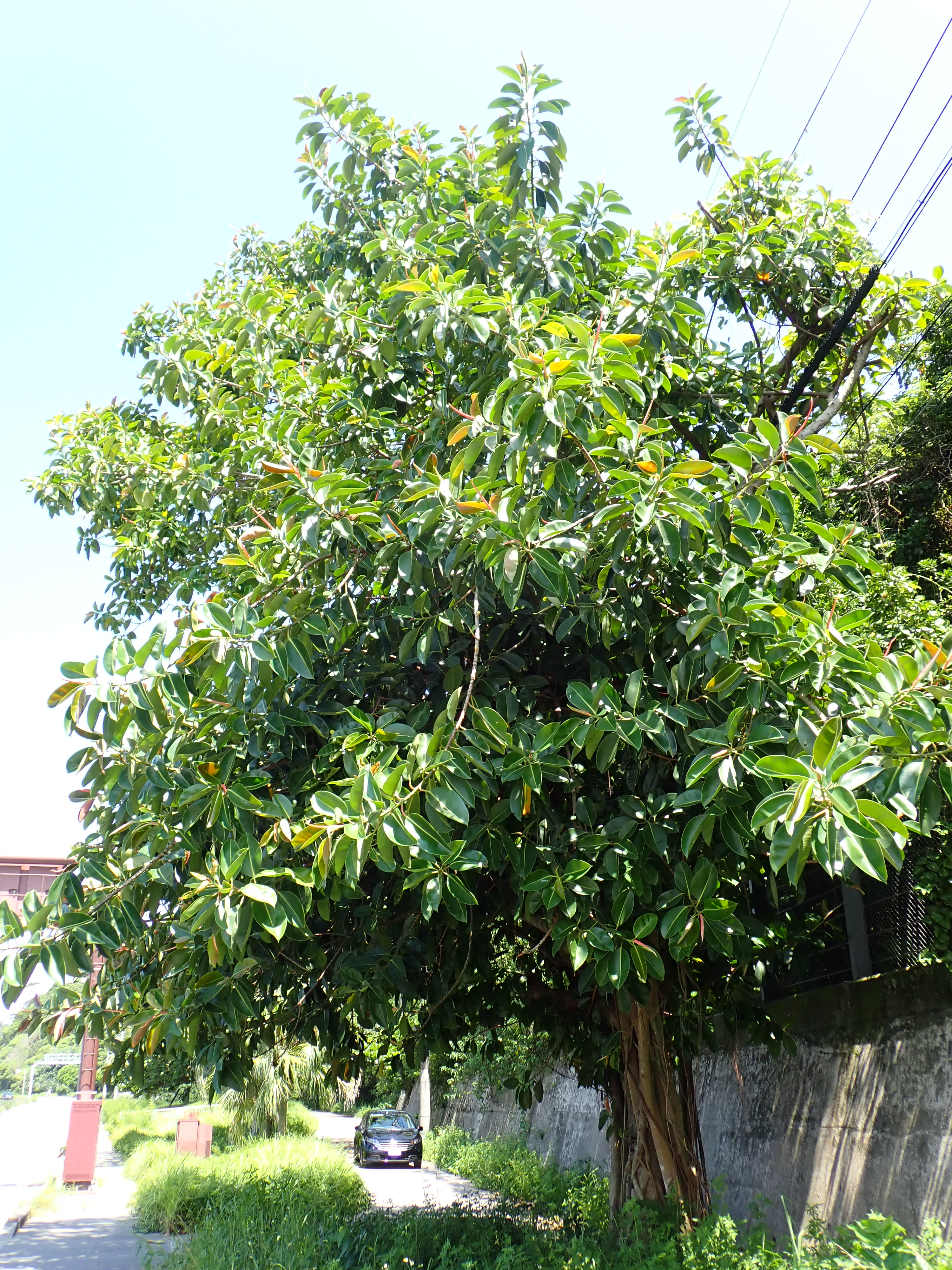
屋外に植栽されたインドゴムノキ（沖縄県名護市稲嶺　国道58号線沿い）

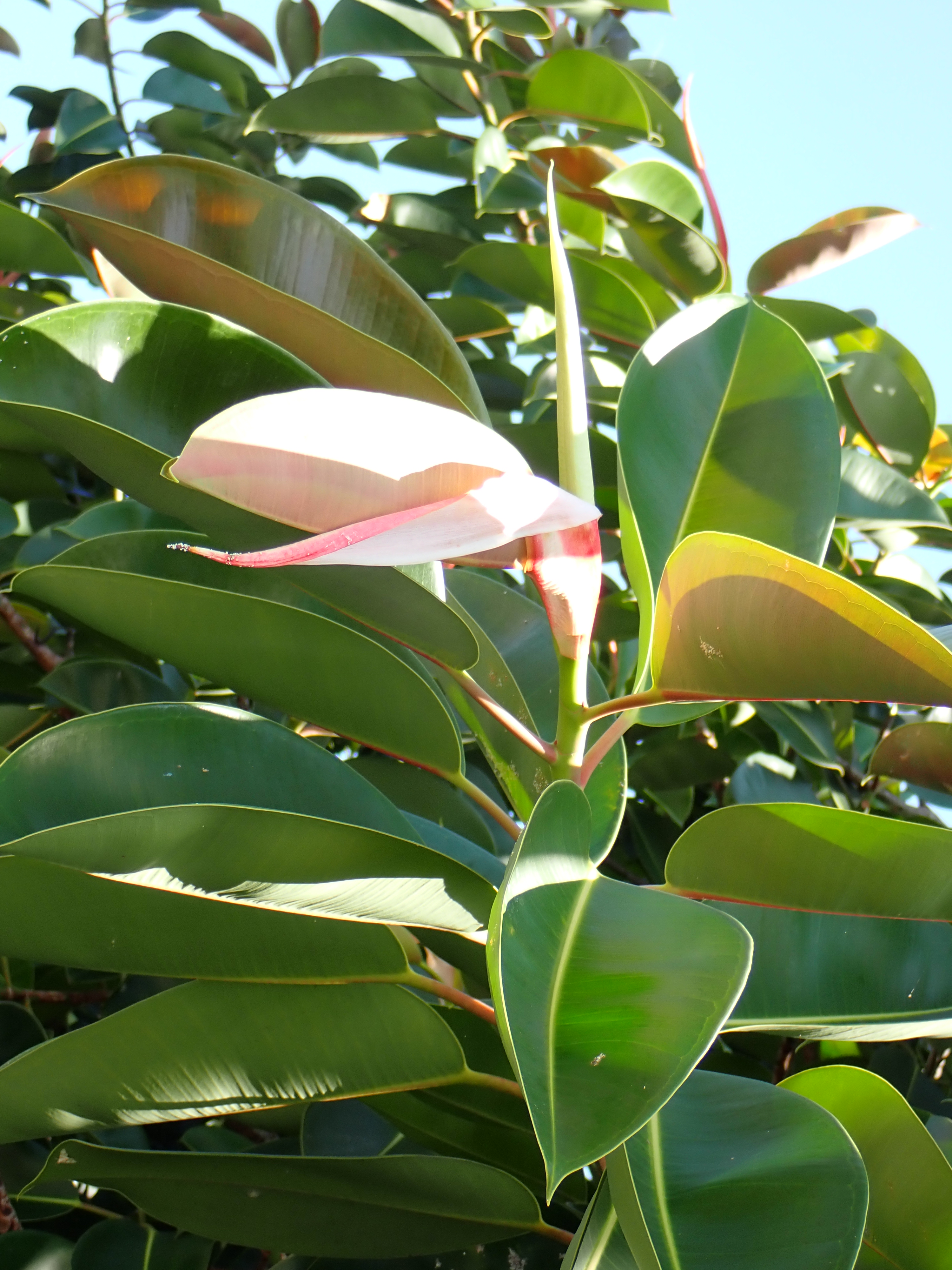
枝先の赤い托葉が目立つ

インドゴムノキは観賞用植物として、温暖地では戸外で、寒冷地では室内用植物として、世界中で栽培されている。多くの園芸品種があり、新芽が赤いもの、葉が斑入りのもの、葉に赤黒みがあるものなどがある。日光を好むが高温は好まない。乾燥に強いが、熱帯に近い湿潤な条件でよく生育する。
栽培されているものの多くは、挿し木や高取り法などの無性生殖によって生産されたものである。高取り法でインドゴムノキを増やす際は、茎に切り込みを入れ、乳液が染み出した傷口を発根ホルモン（オーキシン）と湿らせたミズゴケとでしっかりと覆う。全体をビニールなどで包み数か月放置しておくと根が生えてくるので、幹から切り取り鉢に植えつける。
インドゴムノキは、かつて天然ゴムの原料とするために栽培されたが、より生産効率面で優れるトウダイグサ科のパラゴムノキに取って代わられている。

### 園芸品種
- ‘デコラ’（F. elastica ‘Decora’） - ポピュラーな園芸品種。葉が厚くて広く、葉柄が太くて垂れない。新葉を包む托葉は赤味を帯びる[3]。
- ‘デコラ・バリエガータ’（F. elastica ‘Decora Variegata’） - ‘デコラ’ の枝変わり品種で、葉身にはモザイク状に黄色、黄白色の斑が入る[3]。
- ‘デコラ・トリカラー’（F. elastica ‘Decora Tricolor’） - ‘デコラ’ の枝変わり品種で、葉縁には幅広く白色の隈取りが入るのが特徴。寒さには弱い[3]。
- ‘アサヒ’（F. elastica ‘Asahi’） - ‘アサヒ・トリカラー’ の枝変わり品種で、葉縁に入る白い隈取りの幅が狭い[3]。
- ‘ロブスタ’（F. elastica ‘Robusta’） - ‘デコラ’ の枝変わりの丈夫な園芸品種で、葉がやや円みを帯びる[3]。
- ‘アポロ’（F. elastica ‘Apollo’） - ‘デコラ’ の枝変わりの品種で、葉縁は波状になって葉面の凹凸が著しい[3]。
- ‘ラ・フランス’（F. elastica ‘La France’） - ‘デコラ’ の枝変わりの園芸品種で、葉身の長さは短く、節間が詰まり、耐寒性が強い[3]。
- ‘アビジャン’（F. elastica ‘Abidjan’） - ‘デコラ’ の枝変わり品種で、葉色が赤黒い色を帯びる[3]。
- ‘バーガンディー’（F. elastica ‘Burgandy’） - ‘アビジャン’ の別名[3]。
- ‘デシェリ’（F. elastica ‘Doescheri’） - 葉身は狭く、緑地で白から黄白色のマーブル模様が入る[3]。

### 栽培
日当たりを好む性質で、屋内の窓際などに置かれるが、夏場の強い日差しに当たると葉焼けを起こす場合もある。春から秋にかけて、表土が乾く都度たくさんの水やりと、1か月おき程度に施肥（主に液肥）を行う。耐陰性は高いが直射日光が当たらない場合は半蔓性があり、太陽を目指して他の構造物（自生地の場合は多くは高木）を頼りにしてひょろひょろと育つことがある。また育成環境が良いと巨大化や根詰まりにもなるので施肥のしすぎには注意が必要である。
日本の大半の地域では冬は休眠期になり、乾燥気味に管理するが乾燥しすぎないように注意を要する。園芸品種 ‘デコラ・トリカラー’ などは寒さに弱く、冬越しでも10℃以上は保った方がよいと言われている。